# Cuaespinós lleonat
El cuaespinós lleonat (Sylviorthorhynchus yanacensis) és una espècie d'ocell de la família dels furnàrids (Furnariidae).

## Hàbitat i distribució
Habita garrigues als vessants rocosos i boscos de Polylepis als Andes, del nord-oest i sud-est de Perú i centre i sud de Bolívia.

## Taxonomia
Inclòs durant molt de temps al gènere Leptasthenura, avui es considera una espècie germana del cuaespinós de Des Murs (S. desmurii) i ha estat traslladada al gènere Sylviorthorhynchus.